# Придворные чины Русского царства

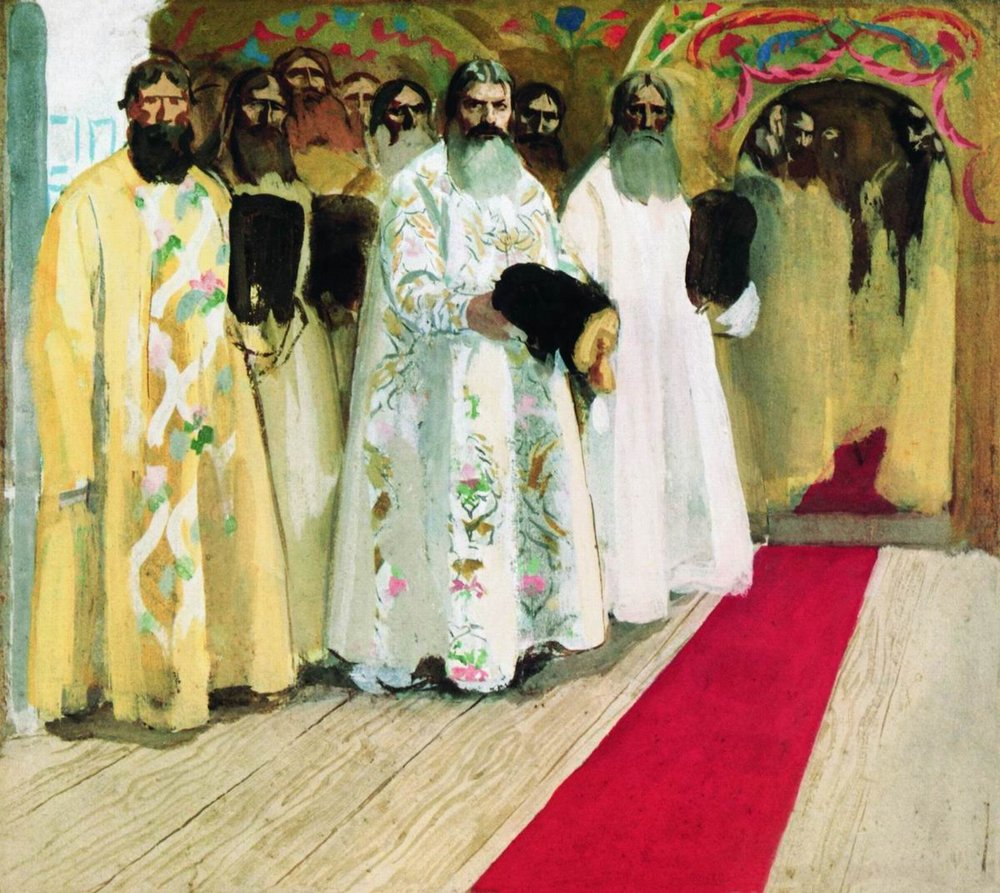
Придворные в ожидании царя.

Придворные чины Русского царства — обобщающее название лиц (чинов) состоящих при дворе Русского государя.
Двор русских царей — московских князей (а прежде того — великих князей московских) составляли придворные из дворянского сословия — так называемые дворовые люди. Как и придворные в других странах, они делились на чины по титулам. Основные из них были перечислены в грамоте царя Бориса от 1601 года: «Большого Дворца дворовые люди всех чинов: ключники, стряпчие, сытники, подключники; конюшенного приказу приказчики, конюхи, стремянные, стряпчие; ловчего пути охотники и конные псари; сокольничья пути кречетники, сокольничии, ястребники, трубники и сурначей».

## Перечень чинов по старшинству

### Думные чины

#### Высший, I класс
Боярин — советник, должностное лицо или самый знатный человек. Со времён Ивана Грозного придворный боярин в Московском царстве именовался как комнатный боярин, а лицо, близко стоявшее к власти по родственным связям именовалось также ближний боярин. По решению царя входили в состав Боярской думы.

#### II класс
Окольничий — заведовал границей, «окольными местами», и производил в них суд и расправу. В. Сергеевич отмечал, что в походах окольничие ехали перед царём и устраивали станы или дворы для остановки и ночлега. Первое письменное упоминание в летописи о чине окольничего, относится к 1340 году, в завещании Великого князя Московского Ивана Даниловича Калиты. Я. Рейтенфельс указывал, что окольничие «находятся на службе близ царя и призываются иногда для совета и суда» Саном окольничего зачастую облекали послов на пограничные съезды. При Дворе, окольничий присутствовал во время аудиенции послов, он оглашал им ответ Государя, а также произносил речь. Во время судебных поединков окольничий был судьёй боя и главным распорядителем начала и конца его, заявляя, кто «одержал поле» (то есть явился победителем и решителем судебного спора в свою пользу). Число окольничих всегда было невелико.

#### III класс
Думный дворянин — члены государственных советов — дум: Тайной и Ближней, участвовали в заседаниях Боярской думы. Помимо придворных служб, им поручались управление Приказами и Посольствами. Также выполняли придворные и военные обязанности, назначались воеводами в города. Число их доходило до 200.

#### IV класс
Думный дьяк — лица, которые ведали делопроизводством Боярской думы и важнейших Приказов.

### Служилые московские чины

#### V класс
Стольник — боярские сыновья, прислуживавшие Государю за столом, подавая яства (от дверей до стола). Их посылали также отвозить послам кушанья стола Государя. Часто из них назначались воеводы. Чашник — подавал Государю пития.

#### VI класс
Стряпчий — лица, приносившие блюда с кухни ко дверям государевой столовой палаты. Были с ключом (исполнял должность дворцового эконома и, фактически, был выше стольника, как особа более приближённая к Государю), с платьем (следил за платьем царя и подавал его при облачении Государя) или с путём. Стольники так же были при царицах, при патриархах, и при новгородских митрополитах.

Ситники подносили напитки из кладовой к стряпчим.

#### VII класс
Дворяне московские.

#### VIII класс
Жильцы — считались охранным войском, но использовались для различных поручений, например, развозить государевы грамоты (указы). Жильцы получали в поместье от 350 до 1000 четвертей земли, и денежный оклад от 10 до 82 рублей в год.

### IX класс
Боярские дети — первая степень выслуги и получения службой дворянства для лиц из разночинцев, а не только из придворных дворян. Оклады их были от 10 рублей и выше.

## Саны по рангу
Далее в московской царской служебной иерархии следовали уже не чины, а саны. По нисходящей:
1. Дворецкий — высший сан, своего рода министр двора
2. Конюший — соответствовал обер-шталмейстеру императорского двора.
3. Кравчий — соответствовал обер-шенку.
4. Оружничий — соответствовал генерал-интенданту.
5. Ловчий московского пути — соответствовал обер-егермейстеру.
6. Казначей — соответствовал обер-далмейстеру.
7. Постельничий — заведовал спальней государя и распоряжался спальниками.
8. Сокольничий — соответствовал егермейстеру.
9. Ясельничий — соответствовал шталмейстеру.
10. Шатёрничий — специально заведовал лагерной казной государя, соответствовал генерал-штаб-квартирмейстеру походному.
11. Печатник — соответствовал канцлеру.
12. Тиун — соответствовал судье.
13. Дьяк — соответствовал секретарю.
14. Губной староста — становой пристав в губе (округе).
15. Присяжный выборный окладчик — местный уездный начальник, назначавший оклады дворянам при явке на весенний смотр для похода. Выборная должность.